# Most slobode (Zagreb)
Most slobode je središnji zagrebački most na rijeci Savi. Njime se proteže Avenija Većeslava Holjevca te je važna prometna veza Novoga Zagreba i središta grada. Most je pušten u promet 2. rujna 1959. godine. Prije njega je u tom dijelu grada postojao još samo Savski most, no on je bio nedostatan za tadašnji promet, a i smješten dalje na zapadu pa je putovanje iz Novoga Zagreba u centar zahtijevalo znatan obilazak. Projektant Mosta slobode bio je Krunoslav Tonković. Konstruiran je kao lučni most plitkoga luka. Po nacrtima istog projektanta, godinu dana ranije (1958.) izgrađen je i Jankomirski most. Za Most slobode utrošeno je oko 1600 tona čelika. Dijelovi mosta izrađeni su od kamena s otoka Brača, i to tako da je svaki komad kamena zasebno crtan i klesan.